# 无地人民运动
无地人民运动（英語：Landless People's Movement，缩写为LPM）是纳米比亚的一个左翼政党。2016年，该党成立，分裂自纳米比亚人组党；2018年，该党成为注册政党。该党的意识形态是社会主义、土地改革、环境保护主义、农业改革。该党的主席是Bernadus Swartbooi，副领袖兼首席战略师是Henny Seibeb，财务主管是Aina Kodi，全国活动协调员是Ivan Skrywer，运营书记是Edson Isaacks。该党的总部位于温得和克。该党的学生翼是LPM学生指挥部。该党是进步国际的成员。